# Sankt Georgs antiokianska ortodoxa katedral, Buenos Aires
Sankt Georgs antiokianska ortodoxa katedral (spanska: Catedral Ortodoxa San Jorge) är en grekisk-ortodox katedral belägen i Argentinas huvudstad, Buenos Aires.
Kyrkan är helgad åt den romerske martyren, soldaten och helgonet Sankt Göran. Den tillhör Buenos Aires och hela Argentinas ärkestift i Antiokias grekisk-ortodoxa kyrka.

## Historik
Arkitekten till Sankt Georgs antiokianska ortodoxa katedral i Buenos Aires var Kirilos Nasif.
Katedralen invigdes den 24 mars 1946, då den första liturgin också genomfördes.

## Katedralen
- Katedralen är byggd i orientalisk stil.[1][2]
- Inne i byggnaden finns glasmålningar, något som är ovanligt i östliga ortodoxa kyrkor.[2]